# 塚田茂
塚田 茂（つかだ しげる、1926年（大正15年）3月9日 - 2008年（平成20年）5月13日）は、日本の演出家、放送作家、構成作家、作詞家、タレント。東京府東京市（現・東京都特別区）豊島区池袋出身。血液型はB型。

## 来歴・人物
東京府立商工学校（現・東京都立北豊島工科高等学校）卒。
太平洋戦争中の1945年2月に徴兵検査で第一種乙種合格、それを受けて翌3月に召集令状が来た。しかし、工科系学校に在籍する特権で2年の入営延期を認められ、日本無線に動員されるという形で勤務。その間に戦争は終結した。塚田は工科系の学生になったのは、特権が狙いだったとも話している。終戦後はしばらくの間、親類の時計店の居候となった。
1946年、新聞の求人広告を見て、東宝に応募。2000人中3人の合格者に入り、帝国劇場に所属。最初の仕事は音響効果係だった。1947年に有楽座所属となり照明係、1949年に日本劇場（日劇）に転じるも、人員整理により解雇となる。その後は、有楽座に覚えたダンスを活かしてダンスの助教師、化粧品のセールスマンなどを務める。
1950年、日劇の地方興行専門の仕事を引き受け、照明係や演出などを担う。1953年に福島県平市（現・いわき市）で行われた雪村いづみショーにて、急遽ショーの1時間延長を要請され、コントを書いて踊り子らと一緒に自ら出演。これが初めて台本を書いた機会になったという。同年に日劇に復帰、演劇部で舞台演出家として活躍する。
1955年、『爆笑テイチク歌祭り』で演出家として一本立ち。同年『ガラクタ狂想曲』（NHK）で放送作家としてテレビ界に進出、1956年『お昼の演芸』（日本テレビ）で初のレギュラー構成演出。以後、『夜のヒットスタジオ』（フジテレビ）、『シャボン玉ホリデー』（日本テレビ）、『8時だョ!全員集合』（TBS）、『お笑いオンステージ』（NHK）など、日本のテレビ番組史上に残る数多くの名番組の立ち上げに参加した。『NHK紅白歌合戦』にはテレビ中継が初めて行われた第4回（1953年）に、塚田は当時日劇の舞台監督をしていた関係上、日劇側のスタッフとして参加。また第16回（1965年） から第37回（1986年）までは、番組の主要ブレーンとしてかかわった。
このほか、放送作家のみならずタレントとしても活動した。
1990年代初頭に、テレビ番組の制作の一線からは引退。横浜・八景島シーパラダイスなど各地のレジャー施設、行事におけるイベントの企画・構成に活躍の場を移した。
2008年5月13日、脳梗塞のため、東京都内の病院で死去した。82歳没。

### 夜のヒットスタジオの構成を引き受ける
夜のヒットスタジオの構成を依頼された際、初代プロデューサー・伊藤昭から、「（視聴率を）10％採ればいい。これでいい正月が過ごせるじゃない。頼むよ」と半ば強引なオファーを受け、泣く泣く引き受けざるをえなくなってしまったという。1970年代前半の夜ヒットには「元祖 出たがり構成作家」を標榜して「歌謡ドラマ」などのコーナーに、コメディリリーフ扱いで頻繁に顔を出した。「歌謡ドラマ」とは、歌手が出演する寸劇コーナー。「有名歌手には新人タレントが抱き合わせでつけられる。だが、新人歌手の歌だけでは視聴者をひきつけられない。そこで人気歌手をチラチラ見せる寸劇を入れることにした。しかし切腹シーンとか頭蓋骨を割られる役とかを有名歌手にやらせるわけにいかず、自分が犠牲になってアホウな役を買って出たところが、これがうけた」と塚田は明かす。
また「コンピュータの恋人選び」というコーナーを発案。小川知子が2日前にテストカーの乗って事故死したカーレーサーの福澤幸雄のテープを見て泣いたときには、視聴率は一挙に42.2%に跳ね上がった。
男性司会者が休暇を取って番組に穴を開けるときには代打として、芳村真理とのペアで司会を組んだことが何度かあった。司会で盟友でもある前田武彦からは、番組内で「ドンドンクジラ」というニックネームが付けられた。本人は、「太っていてクジラそっくり。しかし、仕事はどんどんバリバリやる、といったところから命名されたらしいですが、当時の私の持つ雰囲気を一発で表現した、前武さん最高の傑作だと思っております」と説明しているが、太めなのにクジラの目のように細く可愛らしい目をしているから「クジラ」と名付けられ、「どんどん」は、番組において「どんどん踊り」という奇妙な踊りをさまざまな格好をして踊っていたからであるというのが、正解らしい。この頃には、ポリドールから歌手として、コミックソング『涙になりました』をリリースしている。

### スタッフ東京設立
1970年代初頭に企画制作集団・スタッフ東京を作り、大学の新卒を集め、基本の基本から構成作家の養成を行い、プロパーの作家として世に出そうとした。その第一期生として入ったのが、昭和45年からの新人たちであり、その中から高田文夫、玉井貴代志、松岡孝などの放送作家が生まれてきた。
「スタッフ東京」の設立経緯につき、塚田は著書の中で「当時、放送作家の絶対数不足を感じていたからだ」と語っている。当時のテレビ業界では、テレビ局の制作ブレーンが絶対的な存在であり、放送作家はそのブレーンが本来すべき「構成」の仕事を「代行」しているにすぎないという実態があり、その関係から1回の仕事で得るギャランティーもきわめて少額（特にバラエティー番組に関してはドラマ番組の演出で受けるギャラを10として、最大でもその7割程度しかギャラが支払われなかったという）であったことから、「放送作家」を「代行業」ではなく、一端のれっきとした「職業」としたいという想いを塚田が兼々抱いていたことが、同社の設立に繋がったという。
塚田は自身が担当する番組の企画会議の席上に必ずといっていい程、高田や玉井ら有望な弟子を帯同させ、そこで自身が述べたことをメモに書き留め、それを元に自身で台本を作り上げるように指示するなど、弟子たちを厳しく指導、教育した。その甲斐もあって、1970年代の終盤に入った頃には弟子たちは塚田からの全幅の信頼を寄せられる存在となり、塚田は自身の代わりに現場の指揮に当たらせるようになった。これらの経験を糧として、1980年代に入ってからは高田は『オレたちひょうきん族』など、玉井は『なるほど!ザ・ワールド』などの構成で、30代前半にして、人気放送作家の仲間入りを果たすこととなった。

## 主な出演番組
- 600 こちら情報部（NHK、子供からの相談の回答者）
- オールスター家族対抗歌合戦 （フジテレビ、一時期審査員を務めていた）
- 夜のゴールデンショー（フジテレビ、司会・構成）
- 独身のスキャット（TBS、第2話ゲスト）
- 一心太助 第17話「この子誰の子」（1972年、CX / 国際放映） - 占師
- 歌謡曲ニッポン 戦前戦後人気歌謡投票（ニッポン放送）
- 塚田茂ヤングショー→サタデーニッポン（ニッポン放送）
- コント55号と水前寺清子のワン・ツー・パンチ三百六十五歩のマーチ（映画、幕引き役）
- ビッグスペシャル（NET系、1974年5月27日&6月3日、いずれも審判長として出演）

## 主な構成担当（演出）番組
- 轟先生（日本テレビ）
- お昼の演芸（日本テレビ）
- 美女と野獣たち（TBS）
- ロッテ 歌のアルバム（TBS）
- 人生ご案内（TBS）
- シャボン玉ホリデー（日本テレビ）
- ホイホイミュージックスクール（日本テレビ）
- 夜のヒットスタジオ（フジテレビ） - 初期には番組本編にもコメディリリーフとして出演していた。
- FNS歌謡祭（フジテレビ）
- 小川宏ショー（フジテレビ）
- 家族そろって歌合戦（TBS）
- TBS歌謡曲ベストテン → TBS歌のグランプリ（TBS）
- 今週のヒット速報（フジテレビ）
- お昼のゴールデンショー（フジテレビ）
- オールスター家族対抗歌合戦 （フジテレビ）
- 歌のグランド・ショー（NHK）
- スターどっきり（秘）報告 （フジテレビ）
- ひらけ!ポンキッキ（フジテレビ）
- カックラキン大放送（日本テレビ）
- ラブラブショー（フジテレビ）
- クイズ・ドレミファドン!（フジテレビ）
- 三波伸介の凸凹大学校（テレビ東京）
- 8時だョ!全員集合（TBS）
- お笑いオンステージ（NHK）
- 紅白歌のベストテン → ザ・トップテン（日本テレビ）
- ザ・ベストテン（TBS）
- 悪友親友（TBS）
- サンデーモーニング（TBS）
- NHK歌謡ホール（NHK）
- ゲーム ホントにホント?（NHK）
- 第1回 - 第15回初詣!爆笑ヒットパレード （フジテレビ）
- 新春かくし芸大会（フジテレビ）
- ビッグベストテン（フジテレビ）
- Audition House（フジテレビ）
- おめでとう郷ひろみ・二谷友里恵結婚披露宴（フジテレビ）
- 大爆笑!テレビ30年夢のオールスター大集合 (生) スペシャル（テレビ朝日）
- アイドル共和国（テレビ朝日）
- 郷ひろみの宴ターテイメント（テレビ朝日）
- NHK紅白歌合戦（NHK）　- 構成のちに監修

ほか

## 主な作詞
- 「めんどうみたヨ」（ハナ肇とクレージーキャッツ）
- 「馬鹿は死んでも直らない」（ハナ肇とクレージーキャッツ）
- 「無責任数え唄」（ハナ肇とクレージーキャッツ）
- 「銀色の道」（ダークダックス、ザ・ピーナッツ）
- 「涙のかわくまで」（西田佐知子）

## 著書
- 『どんどんクジラの笑劇人生―人気番組で綴るテレビバラエティ史』河出書房新社、1991年3月。ISBN 978-4309006796。

## 関連人物
三橋美智也
1956年、塚田は三橋を日劇のワンマンショーの看板として抜擢。当時の日劇のワンマンショーといえば戦前・戦中から活躍している大物のベテラン歌手の独擅場で、当時既に別格の存在として扱われていた美空ひばりを除き、総じて戦後派の歌手が入り込む余地がなかったところに、当時、歌謡曲歌手としてデビューしてまだ2年足らずの三橋を起用したことは、日劇の歴史上でも、また戦前派から戦後派へと歌謡界の主役の世代交代が急速に加速する契機を与えたという意味において、歌謡史上においても画期的な出来事であった。
小柳ルミ子
塚田がタレントとしても活動していた頃、東京12チャンネルのボウリング番組の司会に抜擢されたことがあり、その時に、渡辺プロから歌手デビュー前のある新人をアシスタントとしてキャスティングされた。しかし、そのアシスタントは強度の近眼とキャリア不足のため、フロアディレクターのサインを解読できず、番組がスタートして早々に降板させられた。その後、とある歌謡番組の打ち合わせで渡辺プロの関係者から「今度デビューする新人です。よろしくお願いします」とあいさつされた際、その紹介された新人歌手がその時のアシスタントであったことに気づく。その新人歌手は小柳ルミ子であった。その際、彼女のデビュー曲わたしの城下町のデモテープを渡され、後に試聴したところ、小柳のあまりの新人離れした歌唱力に塚田は圧倒されたという。
玉置宏
文化放送退職後、程なくのときに上記の三橋美智也ショーの司会進行に抜擢される。このときの司会ぶりから、1958年からは塚田が主要ブレーンを務める『ロッテ 歌のアルバム』の司会にも起用されることとなった。
前田武彦
『シャボン玉ホリデー』などテレビ創成期の名番組の多くに、共に主要な番組ブレーンの一員として参加。その中で堅い盟友関係を築き、その縁で『お昼のゴールデンショー』や『夜のヒットスタジオ』の初代司会に抜擢された。
芳村真理
1966年、塚田は『小川宏ショー』の2代目ホステス役に当時女優として活動していた芳村を起用。これを機に芳村は女優業を完全に廃業し、以後は司会・放送タレント業一本に絞って芸能活動を展開することとなった。その後も夜ヒットを初め、『ラブラブショー』『新春かくし芸大会』『FNS歌謡祭』など塚田の代表作の多くで司会に起用された。
ハナ肇とクレージーキャッツ
『シャボン玉ホリデー』『8時だョ!出発進行』などのメインキャスト。彼らとの出会いがきっかけとなり、塚田は後に渡辺プロと強いパイプを築くこととなった。
ザ・ドリフターズ
『8時だョ!全員集合』のメインキャスト。とりわけリーダー・いかりや長介とは兄弟分のような間柄であり、コントの内容や番組の演出手法で幾たびも塚田といかりやは衝突を繰り返しながらも、その度に強固な信頼関係を確立。視聴率50%を超えるお化け番組への発展の土壌構築に大きく貢献した。
三波伸介
無名時代から塚田は三波率いる「てんぷくトリオ」を、演芸界の次世代を担いうる逸材として高く評価し、自身の担当する番組に彼らを積極的に起用し、人気上昇の道筋を作った。この縁からソロ活動が主となった後も三波は、夜ヒットや『スターどっきり（秘）報告』などの塚田の代表的な担当番組の多くに司会として抜擢されている。
コント55号（萩本欽一・坂上二郎）
1968年2月の日劇公演「西田佐知子ショー」での好演ぶりを買って、金曜の担当プロデューサーだった常田久仁子へ塚田が推薦するという形で『お昼のゴールデンショー』レギュラーに起用したところ、瞬く間に人気沸騰。「てんぷくトリオ」と同様、コント55号にとっても塚田は「恩人」ともいえる存在であった。後に萩本は『オールスター家族対抗歌合戦』の司会に単独で抜擢され、この番組でのゲストの家族とのやり取りを通じて、後の自身の主演番組の多くで見られた「素人いじり」の技術を身に付けていった。
疋田拓
塚田は、夜のヒットスタジオを始め『ラブラブショー』、『FNS歌謡祭』、『ビッグベストテン』、『オールスター水泳大会』、『スターどっきり(秘)報告』などフジテレビ制作時代からテレビ朝日制作時代の『アイドル共和国』、『郷ひろみの宴ターテイメント』などの疋田担当の音楽、バラエティー番組、特別番組の構成・監修を長年に渡って担当した。